# Focillopis eclipsia
Focillopis eclipsia är en fjärilsart som beskrevs av George Francis Hampson 1926. Focillopis eclipsia ingår i släktet Focillopis och familjen nattflyn. Inga underarter finns listade i Catalogue of Life.